# Engelmar Unzeitig
Engelmar Unzeitig, né Hubert Unzeitig le 1er mars 1911 à Greifendorf près de Zwittau, aujourd'hui en République tchèque, et mort le 2 mars 1945 au camp de concentration de Dachau, est un prêtre allemand, martyr et confesseur de la foi au temps du Troisième Reich. Le 22 janvier 2016, le pape François le déclare martyr ; il a été béatifié le 24 septembre 2016. Sa fête est célébrée le 2 mars.

## Biographie
Unzeitig entre à l'âge de 17 ans chez les missionnaires de Mariannhill, dans leur maison de Reimlingen, et prend le nom de religion d'Engelmar. Après des études de théologie et de philosophie à Wurtzbourg, il est ordonné prêtre en 1939. Il célèbre sa première messe à Greifendorf, le 15 août 1939, et il est nommé ensuite dans la paroisse de Glöckelberg (cs), près de Krummau dans la forêt de Bohême.
Il proteste contre les persécutions à l'encontre des Juifs et il est inquiété à partir de 1941. Finalement, il est arrêté par la Gestapo le 21 avril 1941. Après six semaines d'incarcération à Linz, il est déporté sans jugement à Dachau, le 8 juin 1941. Il s'efforce de confirmer ses frères dans la foi. Lorsqu'une épidémie de typhus éclate en 1944 dans les baraquements, il prend soin des malades. Il réconforte et donne l'extrême-onction à des centaines de mourants, et confesse même des Russes non-catholiques qui sont les plus nombreux à mourir. Il partage aussi ses maigres rations. Au bout du compte, il meurt lui-même du typhus.

## Vénération
Les survivants l'ont rapidement nommé l'« ange de Dachau ». Ses cendres ont pu être sorties du camp de manière clandestine et enterrées au cimetière de Wurtzbourg. Elles ont été remises à la chapelle du Sacré-Cœur des missionnaires de Mariannhill à Wurtzbourg, en 1968, qui en ont fait aussi un lieu de mémoire pour le P. Unzeitig. Son village natal, situé dans les Sudètes, ne se trouve donc plus en Allemagne, et sa population a été remplacée par des Tchèques, mais ceux-ci, après la chute du communisme en 1989-1990, ont rénové l'église du village, renommé Hradec nad Svitavou, et viennent, en plus des offices habituels, prier avec les Allemands en souvenir du P. Unzeitig.
La cause de béatification d'Engelmar Unzeitig a été ouverte en 1991. Il a été déclaré officiellement en 2000 martyr de la Foi par l'Église catholique. L'héroïcité des vertus du P. Unzeitig a été déclarée en 2009 par le pape Benoît XVI. Le 22 janvier 2016, le pape François autorise la Congrégation pour la cause des saints à publier un décret reconnaissant son martyre, permettant ainsi sa béatification.
Il est commémoré le 2 mars selon le Martyrologe romain.

### Béatification
Le P. Engelmar Unzeitig est béatifié le 24 septembre 2016.
Le pape François lui rend hommage le lendemain 25 septembre, en déclarant : « Tué par haine de la foi dans le camp d'extermination de Dachau, [il] a opposé l'amour à la haine, il a répondu par la douceur à la férocité. Que son exemple [...] aide à être des témoins de la charité, même dans ces temps de tribulations ».